# Ortaca
Ortaca es una ciudad y distrito de la Provincia de Muğla que se encuentra localizado en la región del Egeo en Turquía.
Originalmente, Ortaca era una ciudad que formaba parte de Köyceğiz, siendo en 1987 cuando logró convertirse en distrito, actualmente cuenta con un municipio dependiente a este conocido como Dalyan.

## Toponimia
Su nombre proviene de la traducción literal de la frase "La ciudad del medio", lo anterior probablemente haga referencia a la manera en la que esta se encuentra ubicada (Siendo un centro regional).

## Economía
El distrito mantiene su economía a partir de la agricultura general, esto debido a que el distrito se encuentra en una zona de cultura fértil, haciendo que su economía dependa mayormente de los tomates, cítricos. algodón y granadas, además de eso cuentan como fuente de ingresos la producción de ganado y la venta mayorista de productos en varios de los invernaderos que se encuentran en el distrito, sin contar también la zona industrial con la que cuenta abastece de productos a varias ciudades como Denizli, Aydin e inclusive Burdur.

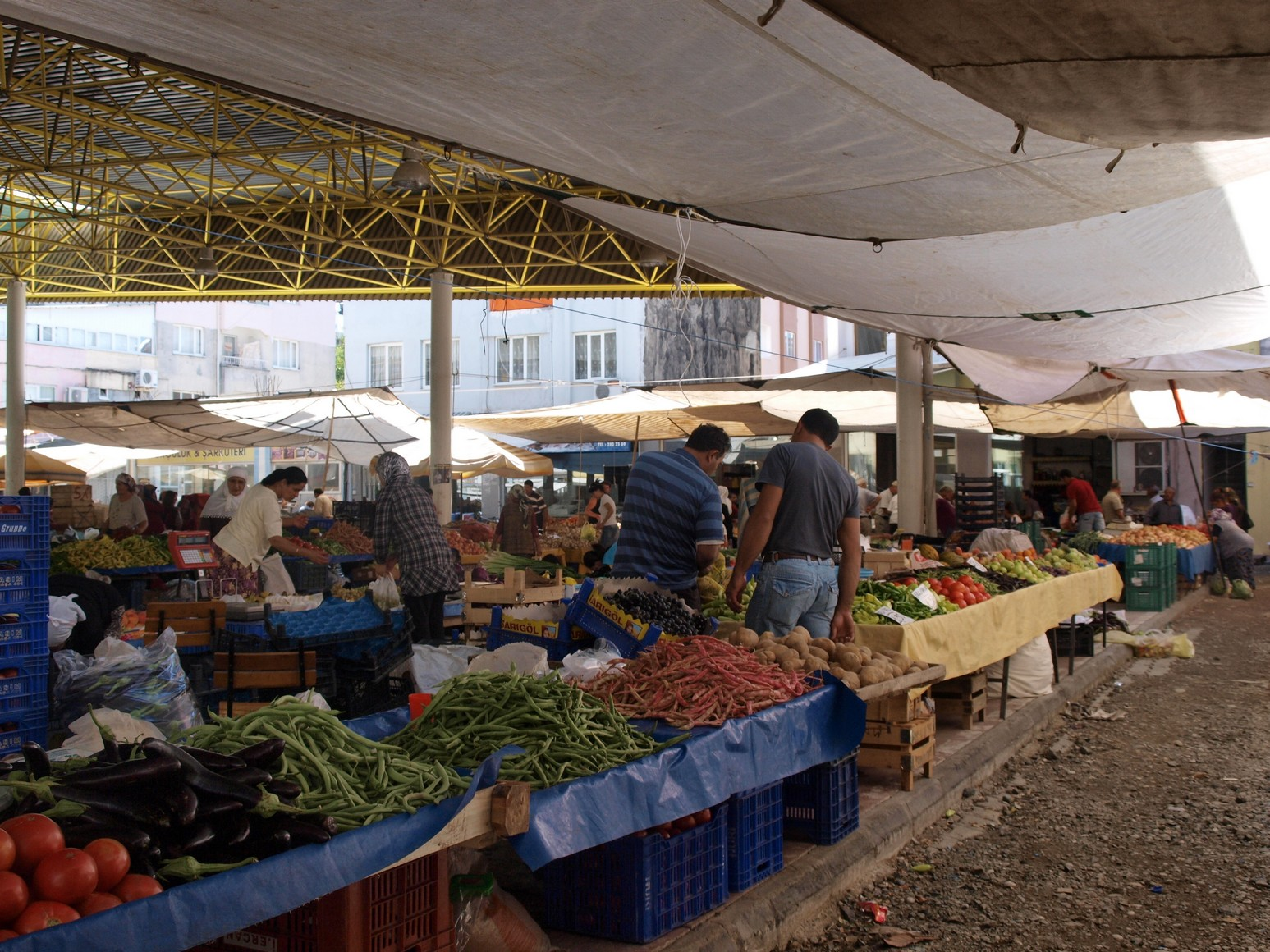
Uno de los varios puntos de venta en Ortaca.

## Clima
Ortaca cuenta con un clima de temperatura templada y abundante en lluvias en el invierno, mientras que en el verano se cuenta con una actividad climática mayormente seca y cálida.

## Población
El Instituto de Estadística de Turquía se ha encargado de mantener un censo población alrededor de varios años, lográndose ver una variación en la población de manera gradual a través de los años.

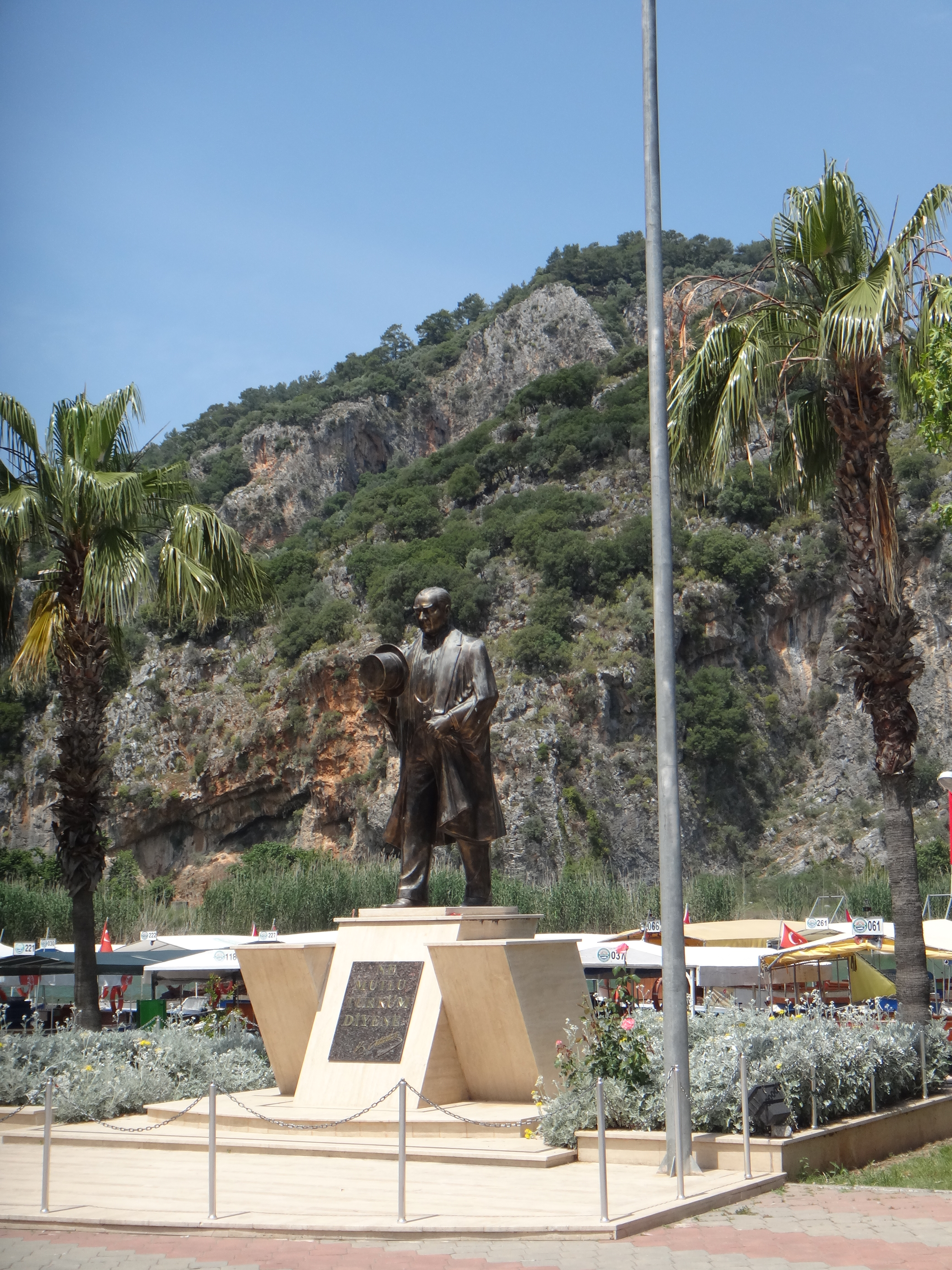
Monumento en Ortaca.

| Año  | Total de habitantes. |
| ---- | -------------------- |
| 1990 | 29287                |
| 2000 | 35670                |
| 2007 | 39648                |
| 2008 | 40649                |
| 2009 | 41704                |
| 2010 | 42364                |
| 2011 | 42920                |
| 2012 | 43633                |
| 2013 | 44227                |
| 2014 | 44827                |
| 2015 | 45875                |
| 2016 | 46982                |
| 2017 | 47697                |
| 2018 | 48373                |